# NGC 716
NGC 716 este o galaxie spirală situată în constelația Berbecul. A fost descoperită în 1 septembrie 1886 de către Lewis A. Swift. Se află la o distanță de 59,98 de megaparseci de Pământ.